# Dirk Michael Häger
Dirk Michael Häger (* 14. Juni 1966 in Wuppertal) ist ein deutscher Drehbuchautor, Regisseur, Filmproduzent und Schauspieler.

## Leben
Dirk Michael Häger wuchs in Wuppertal auf und besuchte dort das Gymnasium Bayreuther Straße. Neben seinem Lehramtsstudium (Englisch und  Deutsch) in Wuppertal und Düsseldorf gründete er 1992 das Neue Wuppertaler Theater („neue wuTh“), an dem er spielte, inszenierte und bis 1996 die Leitung hatte.
Von 2000 an arbeitete Häger als Kreativdirektor in Werbung und Eventmarketing, bis er sich 2004 ausschließlich dem Filmbereich zuwendete. Seitdem entwickelt er Film- und Fernsehstoffe. Häger lebt aktuell in Köln und Hannover, wo er bis 2019 als geschäftsführender Gesellschafter die Niederlassung der Rex Film Produktion GmbH führte. 2019 verließ er die Rex Film und gründete im gleichen Jahr in Hannover die Black and Honey Pictures GmbH, die seit 2021 mit einer eigenständigen Niederlassung in Köln vertreten ist. Als CEO führt Häger die Firma an beiden Standorten.

### Film
Mitte der 2000er Jahre initiierte Häger die 35-W-Filminitiative Wuppertal mit dem Ziel Wuppertal als Dreh- und Filmproduktionsstandort zu etablieren. Im Vorstand lernte er Christoph Schmidt kennen, mit dem er 2011 die Rex Film Produktion gründete. 2013 gelang es ihnen, für ihren Debütfilm King Ping – Tippen Tappen Tödchen 360.000 Euro über Crowdfunding, Crowdinvesting, Sponsoring und Produktplatzierungen zu generieren. Um den Film bei einem kalkulierten Gesamtbudget von 1,4 Millionen Euro dennoch realisieren zu können, entwickelten Häger und Schmidt die Idee, den Film im Kollektiv zu produzieren. Alle Beteiligten erklärten sich bereit, für eine deutlich geringere Tagesgage zu arbeiten, im Ausgleich dafür aber am Gewinn beteiligt zu werden.
King Ping war Hägers Debüt als Drehbuchautor, Filmregisseur (Co-Regie) und Filmproduzent. 2019 entwickelte Häger das Serienkonzept zur Killcom Böser wohnen und drehte als Regisseur mit u. a. André Hennicke, Manuel Cortez und David Bredin den Teaser zum Serienprojekt. 2020 drehte Häger als Creator/Director für die Black and Honey Pictures den Teaser-Piloten zur Black Comedy Serie Die Mordapostel (The Teabag Killers), in dem Murali Perumal und Björn Jung die Hauptrollen der beiden Auftragsmörder und Denise M’Baye die Episodenhauptrolle übernahmen. 2022 inszenierte und produzierte Häger mit der Black And Honey Pictures den Teaser zur Miniserie, dem One World Musical Brass 'n' Beans.

### Musik
Nach Ende der Schulzeit gab Häger seine Ambitionen als Bassist in Heavy-Metal-Bands zugunsten des Schauspiels auf. Als DJ ist er bis heute aktiv, von 2001 an im Wuppertaler Kitchen Klub von Katy Karrenbauer, seit 2004 legt er vor allem im Bereich Soul, Ska, Mestizo-Musik und World Music auf.

### Theater
Ende der 1980er Jahre spielte Häger in der freien Theaterszene Wuppertals. Häger wechselte zum Theater in Cronenberg, wo u. a. auch Christoph Maria Herbst, Axel Stein, Ronald Kukulies und Joachim Kosack spielten. Mit dem Gefängnistheater Bambule der Justizvollzugsanstalt Remscheid inszenierte Häger in den 1990er Jahren mehrere Komödien, so auch 1993 Die Polizei von Slawomir Mrozek. Aufsehenerregend war dabei der Einsatz von Pistolen und Säbeln (wenn auch Attrappen) in einer Justizvollzugsanstalt. Im gleichen Jahr gründete sich auf seine Initiative das Neue Wuppertaler Theater (neue wuTh), dessen Konzept es war, neben herkömmlichen Spielstätten vor allem außergewöhnliche Orte der Wuppertaler Industriekultur zu bespielen. In einer der letzten Produktionen, der Komödie Indien (Regie: Hans Werner Otto, Premiere: Dezember 2000) von Josef Hader und Alfred Dorfer, spielte Häger die Rolle des Gastronomietesters Bösel in über 70 Vorstellungen, zuletzt 2011 im Schauspielhaus (Wuppertal).

## Filmografie (Auswahl)
- 2008: Liebhaben (Kurzfilm von Sinan Akkuş, Co-Autor)
- 2013: King Ping – Tippen Tappen Tödchen (Kino: Drehbuch, Co-Regie, Produktion)[2]
- 2019: Böser Wohnen – Die Mörder WG (Serie, Teaser: Drehbuch, Regie, Produktion)
- 2020: Die Mordapostel (The Teabag Killers) (Pilot-Episode: Drehbuch, Regie, Produktion)
- 2022: Brass `n´ Beans (Miniserie, Teaser: Drehbuch, Regie, Produktion)

## Belege
1. ↑  Black and Honey Pictures GmbH, Hannover. Abgerufen am 18. Juli 2020.
2. ↑  diestadtzeitung.de: Was macht denn eigentlich "King Ping"-Produzent Dirk Michael Häger?

| Personendaten    | Personendaten                                                      |
| ---------------- | ------------------------------------------------------------------ |
| NAME             | Häger, Dirk Michael                                                |
| KURZBESCHREIBUNG | deutscher Drehbuchautor, Filmproduzent, Schauspieler und Regisseur |
| GEBURTSDATUM     | 14. Juni 1966                                                      |
| GEBURTSORT       | Wuppertal                                                          |